# Кассон, Хью Максвелл
Хью Максвелл Кассон (англ. Hugh Maxwell Casson; 23 мая 1910 — 15 августа 1999) — британский архитектор, дизайнер интерьера и искусствовед.

## Биография
Кассон учился в Кембридже, затем Бартлеттовской архитектурной школе в Лондоне. Во время Второй мировой войны он работал в службе маскировки Министерства военно-воздушных сил.
Кардинальный взлёт карьеры Кассона был связан с тем, что в 1948 году он был назначен главным архитектором намеченного на 1951 г. Британского фестиваля — праздника, призванного продемонстрировать возрождение страны и единство народа после разрушительных последствий войны. К фестивалю слабо застроенный пригород Лондона Ламбет-Марш должен был предстать радикально обновлённым благодаря новой архитектуре. Кассон с энтузиазмом взялся за дело, пригласив для участия в проекте только таких же молодых архитекторов. В результате фестиваль превратился в парад новых архитектурных идей, оказавших значительное влияние на последующее развитие британской архитектуры, — несмотря на то, что почти все здания строились как временные и в обозримом будущем были снесены: теперь в районе Южного берега (англ. South Bank — в ходе фестиваля район получил новое имя) из всех сооружений рубежа 1940-50-х остался только Королевский зал фестивалей (англ. Royal Festival Hall), в настоящее время перестраиваемый. За успешную реализацию архитектурной программы фестиваля Кассон был в 1952 году возведён в рыцарское достоинство.
В дальнейшем Кассон, часто в содружестве с более молодым коллегой Невиллом Кондером, спроектировал и построил в Англии ряд крупных и эффектных сооружений — в частности, здание Королевского колледжа искусств (где Кассон в 1955—1975 гг. был профессором интерьерного дизайна), слоновник Лондонского зоопарка и др. Как близкий друг королевской семьи Кассон также проектировал отделку королевской яхты и давал Принцу Чарльзу уроки акварели.

## Признание
В 1970 г. Кассон был избран в Королевскую Академию художеств, в 1976—1984 г. был её президентом.
В 1984 году получил Медаль Альберта.